# Grounded for Life
Grounded for Life é uma comédia que mostra o dia-a-dia da família católica de origem irlandesa e Italiana, Finnerty, formada pelo jovem casal Sean (Donal Logue) e Claudia (Megyn Price), que, enquanto tentam criar três filhos, se dividem entre as responsabilidades familiares e seus desejos de se divertir.

## Premissa
Grounded for Life é a história do casal que se conhece no ensino médio, por uma infelicidade ela acaba engravidando e ambos decidem se casar ainda jovens, constituem uma família, precisam aprender que a vida adulta não é nada fácil, que a vida de adolescente que eles tinham, onde sair com os amigos, ir para festas, se divertir, não faz mais parte do cotidiano deles e que agora, eles precisam trabalhar, sustentar os filhos e pensar num futuro melhor para cada um deles.
Sean e Claudia se conheceram no ensino médio e tiveram sua filha mais velha Lily (Lynsey Bartilson), hoje com 14 anos, quando ainda namoravam. Lily é a típica adolescente que vive tendo dúvidas sobre sua personalidade.
Jimmy (Griffin Frazen), o filho do meio, tenta se manter longe dos problemas da família ao se dedicar aos estudos; e Henry (Jake Burbage), o caçula, vive querendo deixar seus pais loucos com suas travessuras.
A série ainda conta com o Sr. Walt (Richard Riehle), o pai de Sean, que usa alguns métodos que ele aprendeu no exército quando cuida de seus netos; e Eddie (Kevin Corrigan) o irmão caçula — e atualmente desempregado — de Sean, que só quer saber de se divertir com seus amigos, gastar o dinheiro que não tem, comprar carros e sair com diversas mulheres.

## Personagens
- Sean Finnerty - Donal Logue
- Claudia Finnerty - Megyn Price
- Eddie Finnerty - Kevin Corrigan
- Lily Finnerty - Lynsey Bartilson
- Henry Finnerty - Jake Burbage
- Jimmy Finnerty - Griffin Frazen
- Walt Finnerty - Richard Riehle
- Brad O'Keefe - Bret Harrison
- Sister Helen - Miriam Flynn
- Dean Piramatti - Mike Vogel
- Dan O'Keefe - Gregory Jbara

E a participação especial da atriz a cantora Ashley Tisdale como Leah